# 趙時舉
趙時舉（1510年—？），字存晦，廣東潮州府饒平縣人，民籍，明朝政治人物。

## 生平
嘉靖十三年（1534年）甲午科廣東鄉試第十七名舉人。嘉靖二十九年（1550年）中式庚戌科會試第二百八十五名，三甲第一百七十五名進士。任黄州府推官。

## 家族
曾祖趙權；祖父趙試；父趙通，知州。母張氏。永感下。